# Commodore 64 Games System
Commodore 64 Games System (a veces abreviado como C64GS) es una videoconsola producida por Commodore en 1990 y comercializada solo en Europa.

## Descripción
Como su nombre lo indica, el hardware de la consola se basa en el Commodore 64, del cual comparte prácticamente todo excepto el teclado y los puertos de expansión; estos últimos están realmente presentes en la placa base (un ASSY 250469 como el del C64C) pero normalmente no se pueden usar debido a la forma de la carcasa y la falta de varios componentes electrónicos. Por varias razones, el GS ha tenido poco éxito de ventas y se ha producido en un número limitado de modelos (entre 5,000 y 10,000).

## Las razones del fracaso
El C64GS ha tenido poco éxito por varias razones:
- Biblioteca de software deficiente: la mayoría del software del Commodore 64 no era adecuado para ser convertido para su uso en el GS, dada la falta de un teclado y el uso de los mismos joysticks de un botón; de hecho, muchos títulos requieren la presión de al menos un botón, además del botón de disparo en el joystick, para usarse correctamente. Por esta razón, algunas casas como Ocean Software, Codemasters, System 3, Microprose y Domark comenzaron a escribir títulos específicamente para el GS, o modificar los existentes, pero todavía eran una pequeña parte de los que ya estaban disponibles para el C64.
- Precio: el Commodore 64 fue lanzado en 1982, y el precio de la computadora doméstica antes mencionada había caído con el tiempo a precios mucho más baratos, en comparación con los £ 99.99 del GS; Los videojuegos en sí mismos eran mucho menos costosos que los cartuchos, y estos últimos también podrían usarse en el C64 normal.
- Tecnología obsoleta: el hardware, que ahora tenía 8 años sobre sus hombros, no podía competir con los sistemas de 16 bits mucho más potentes que aparecían simultáneamente en el mercado, como Sega Mega Drive y Super Nintendo; Además, Nintendo Entertainment System y Sega Master System ya estaban presentes.

## Características técnicas
- microprocesador:
  - MOS Technology 8500
  - Velocidad de reloj: 0.985 MHz (PAL)
- RAM:
  - 64 kB (65.535 bytes).
  - 0,5 KB de RAM en color
- ROM:
  - 20 KB
- Video: MOS Technology VIC-II MOS 8569 (PAL)
  - 16 colores
  - Modo de texto: 40 × 25;
  - Modo de mapa de bits: 320 × 200, 160 × 200 (multicolor)
  - 8 sprites de hardware, 24 × 21 píxeles
- Sonido: MOS 8580 "SID"
  - 3 voces, ADSR programable.

## Videojuegos
Commodore había anticipado el lanzamiento de alrededor de 100 juegos para el C64GS en Navidad de 1990, pero las publicaciones reales fueron mucho menos. Estas fueron en su mayoría adaptaciones de juegos ya lanzadas para el Commodore 64. Incluido con la consola había un cartucho que contenía cuatro reediciones: Fiendish Freddy, Flimbo's Quest, International Soccer y Klax.
Los otros títulos oficialmente etiquetados como para C64GS, publicados principalmente por Ocean Software, fueron aproximadamente los siguientes:
- Badlands
- Battle Command
- Batman: The Movie
- Chase H.Q. 2
- Cyberball
- Double Dragon
- FunPlay compilation (reediciones)
- Gyruss
- Hardball
- Last Ninja Remix
- Moon Patrol
- Myth: History in the Making
- Navy Seal
- Pang
- PowerPlay compilation (reediciones)
- Rick Dangerous
- RoboCop 2
- RoboCop 3
- Shadow of the Beast
- Space Gun
- Stunt Car Racer
- Terminator 2: Judgment Day
- Toki
- Vindicator

Sin embargo, los cartuchos lanzados para el Commodore 64 son compatibles con la consola, siempre que el programa no use el teclado; y los cartuchos para la consola son compatibles con el Commodore 64/128, con la excepción de algunos de los primeros lanzamientos, debido a la diferencia en la forma de la carcasa.